# إلين كروسبي
إلين كروسبي (بالإنجليزية: Elaine Crosby)‏ هي لاعبة غولف أمريكية، ولدت في 6 يونيو 1958 في برمنغهام في الولايات المتحدة.

## وصلات خارجية
- إلين كروسبي على موقع رابطة لاعبات الغولف المحترفات (الإنجليزية)